# Entrenamiento militar básico del Ejército de los Estados Unidos
El entrenamiento básico del Ejército de los Estados Unidos consta de dos partes y es un entrenamiento básico de las Fuerzas Armadas de los Estados Unidos, que se realiza de forma descentralizada.

## Entrenamiento

### Duración
Dependiendo de la carrera profesional que el candidato haya elegido al ser contratado, la formación dura entre 15 semanas y un año.

### Entrenamiento de combate básico
La primera parte del entrenamiento básico se llama entrenamiento básico de combate y dura nueve semanas. Se aplica igualmente a los reservistas y a los guardias nacionales de las fuerzas armadas. El entrenamiento de combate básico en realidad dura diez semanas. Durante la primera semana, los reclutas llegados se familiarizan con sus instalaciones de entrenamiento. Dado que esta semana tiene poca relevancia para el entrenamiento real, también se declara como la “Semana 0”. 
El domingo es básicamente libre para la persona que se encuentre en la base. En este día se celebran todas las ceremonias religiosas semanales de las principales religiones de Estados Unidos. Si un recluta no puede recibir atención religiosa en la base debido a la falta de instalaciones o de un clérigo responsable, su sargento instructor debe asegurarse de que esto pueda tener lugar en los alrededores. Es posible que ya se hayan alcanzado acuerdos a este respecto durante la contratación. La primera semana se utiliza para preparación y orientación en el sitio de capacitación básica. Los reclutas rellenan documentos, se cortan el cabello con un corte de pelo típico de los soldados estadounidenses, y se someten a vacunas, exámenes médicos y dentales. En esta semana se celebra una prueba de aptitud física, la prueba de evaluación física, que requiere que los hombres corran una milla en ocho minutos y medio. Las mujeres tienen dos minutos más. Además, los reclutas están familiarizados con las ceremonias militares básicas, especialmente con la formación como unidad. La primera semana de formación básica real mantiene el contenido de la primera semana e incorpora las lecciones a las clases. Así da comienzo la "fase uno", la adquisición de habilidades militares básicas. En la segunda semana, la atención se centra en las habilidades de orientación y navegación con brújula y lectura de mapas, además de un curso de primeros auxilios. La tercera semana se centra en la preparación física, que está cargada de marchas, entrenamiento en combate cuerpo a cuerpo (con y sin bayoneta) y material de combate. Sólo en la cuarta semana está previsto disparar con el fusil de asalto de las fuerzas armadas estadounidenses, el Fusil M16. En la quinta semana comienza la "fase dos", la aplicación de las habilidades aprendidas en campo. El objetivo de la siguiente semana es fortalecer la camaradería entre los reclutas individuales a través de ejercicios cooperativos. En la séptima semana también se enfatizan los aspectos psicológicos, por ejemplo en el manejo de granadas de mano, el ruido del combate, en el entrenamiento de motivación y en una sesión informativa sobre peligros. Después de un intenso esfuerzo físico en la octava semana con marchas de 10 y 15 kilómetros, los reclutas reciben dos días de rehabilitación y tiempo libre. La novena semana es la última y sirve como despedida del curso.

### Lugares de entrenamiento
Las mujeres reciben capacitación en el Fuerte Leonard Wood o en el Fuerte Jackson, que están diseñados para esta tarea. El entrenamiento de combate básico se lleva a cabo para hombres en cinco lugares diferentes: 
- Fuerte Moore, en Georgia.
- Fuerte Jackson, en Carolina del Sur.
- Fuerte Leonard Wood, en Misuri.
- Fuerte Sill, en Oklahoma.
- Fuerte Knox, en Kentucky.

### Entrenamiento avanzado
El entrenamiento avanzado, es la continuación del entrenamiento básico y es obligatorio para todo soldado. Hay un total de 17 centros de formación que ofrecen varios cursos de formación militar.